# Nutella
Nutella (nuˈtɛla) é uma marca de um creme de avelã com cacau e leite  que está presente em quase todo o mundo. Nutella foi criado pela empresa italiana Ferrero no ano de 1963. A receita foi desenvolvida a partir de um outro produto lançado pela Ferrero em 1944. Nutella é atualmente vendido em mais 75 países. No Brasil, é vendida desde 2005.
Em 2016 sairam diariamente dois milhões de frascos de Nutella, em porções que vão das 15 gramas aos três quilos, da enorme fábrica de Alba, com uma superfície de 340.000 m2, o equivalente a 50 campos de futebol.

## Antecedentes
Embora Nutella começasse a ser comercializado em 1962, sob o nome de "Supercrema", produtos similares foram produzidos desde 1944. A receita original é de Pietro Ferrero e seus principais ingredientes, são: cacau, creme de avelã e leite.

## Lançamento
Em 1963, o filho de Pietro, Michele Ferrero decidiu popularizar o "Supercrema", com a intenção de vender o alimento a todo o mercado europeu, modificando algumas composições, assim como a embalagem e introduzindo o nome "Nutella". O primeiro pote de Nutella foi feito na fábrica em Alba, na Província de Cuneo, Piemonte, em 1964. O produto tornou-se popular rapidamente.

## Composição
Nutella é uma forma modificada de gianduia. De acordo com o fabricante, os principais ingredientes são açúcar e óleos vegetais com avelã. A receita de Nutella varia em diversos países, com mudanças na quantidade de alguns ingredientes.

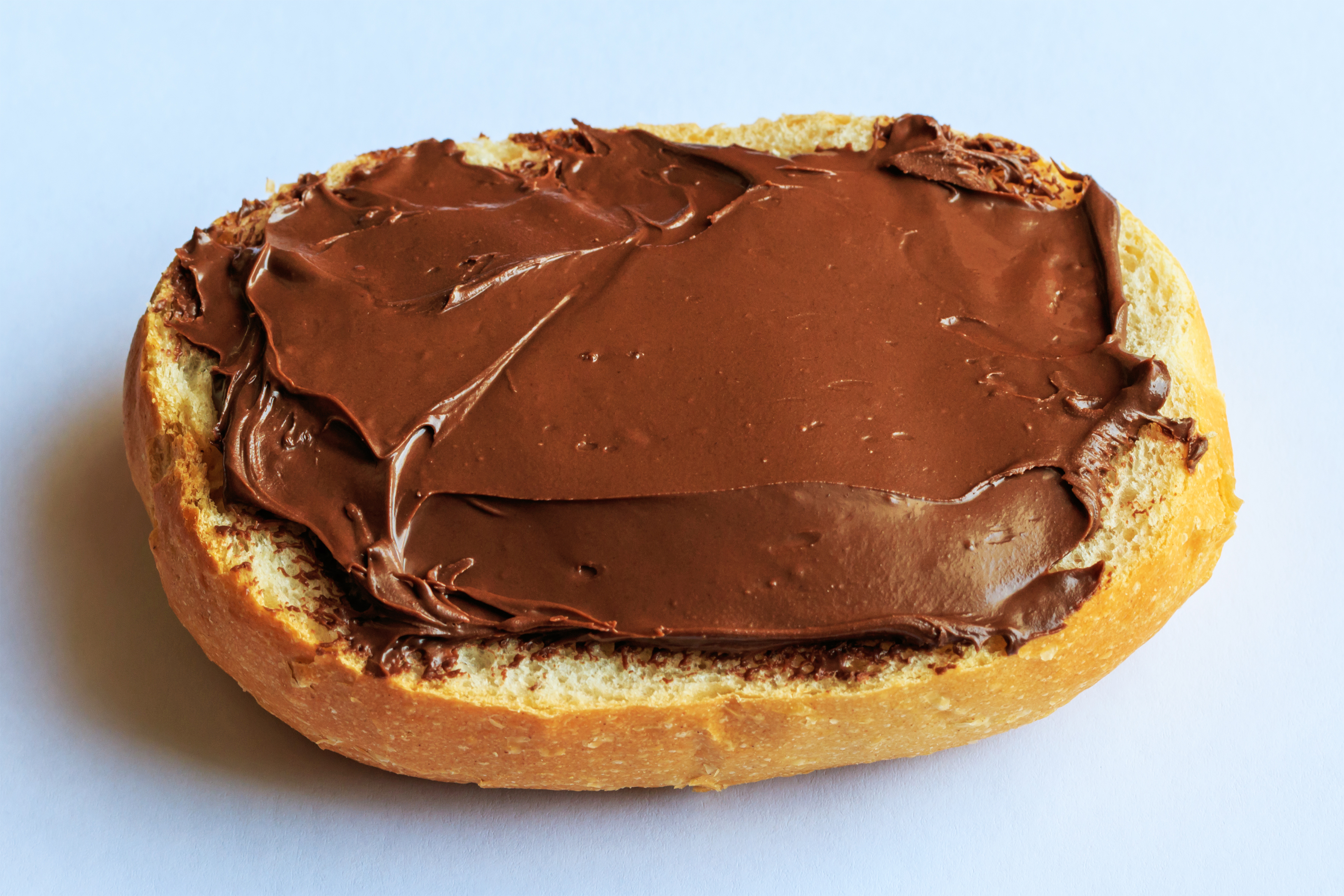
Produto em sua finalidade

### Ingredientes
Abaixo estão as listas de ingredientes de Nutella em alguns países:
- Austrália: açúcar, óleo vegetal, creme de avelã (13%), leite em pó desnatado (8,7%), pó de cacau gordura reduzida (7,4%), emulsificante, saborizante (baunilha);
- Polônia: açúcar, óleo vegetal, creme de avelã (13%), cacau (7,4%), leite desnatado (5%), lactose, leite de soja, baunilha (sabor artificial);
- Grã-Bretanha: açúcar, óleo vegetal, creme de avelã (13%), leite em pó desnatado (6,6%), emulsificante, saborizantes;
- Brasil: açúcar, óleo vegetal, avelãs (13%), cacau (7,5%), leite desnatado (5,6%), lactose, soro de leite, emulsificante (lecitina de soja) e aromatizante.

## Polêmica com a composição
A Autoridade Europeia para a Segurança dos Alimentos (EFSA) realizou uma análise de vários produtos alimentares e concluiu que a Nutella, creme de avelã da Ferrero, possui contaminantes que podem causar câncer. Os especialistas alegaram que o óleo de palma, principal ingrediente para a produção do creme, possui um alto teor de poluentes em sua versão comestível. O óleo de palma é conhecido no Brasil como azeite de dendê e é usado na produção de diversos alimentos. Alguns supermercados da Itália decidiram retirar o produto de circulação, de acordo com o resultado do relatório da AESA. Segundo as autoridades, o óleo de palma é prejudicial à saúde quando é submetido a temperaturas maiores que 200° C, pois libera ácidos graxos que podem causar câncer. A Ferrero, empresa responsável pelo produto, negou que a Nutella cause qualquer tipo de risco. De acordo com a Ferrero, na produção do alimento, a temperatura não chega a 200° C. Além disso, o óleo é mantido em baixa pressão (o que torna o processo mais lento e mais caro). Vicenzo Tapella, gerente de compras da Ferrero, disse que a empresa não vai deixar de usar o óleo.

## Produtos similares
Por ser muito popularizado, Nutella tem vários produtos similares que concorrem por mercado em vários países, entre essas marcas estão:
- Nocilla, na Espanha
- Tulicreme, em Portugal
- Nudossi, na Alemanha
- Sweet William, na Austrália
- Choconutta, no Canadá
- Fugini, no Brasil
- Pralinutta, na Bélgica (que também é exportada para o Brasil)

## Expressão
No início de 2017 viralizou na internet o meme "Raiz x Nutella", em que a primeira expressão designaria algo tradicional, enquanto a última algo gourmet e "moderno demais".